# La vita che sognava
La vita che sognava (Boots Malone) è un film statunitense del 1952 diretto da William Dieterle.
È un film drammatico a sfondo sportivo (ambientato nel mondo delle corse dei cavalli) con protagonisti William Holden, Stanley Clements e Basil Ruysdael.

## Trama
"Boots" Malone è un allenatore di fantini in cattive condizioni economiche dopo la morte del suo migliore allievo. Fuori a cena con il suo amico Stash, una sera nota un ragazzino che pretende di pagare la sua cena con un biglietto da 100 dollari. Il ragazzo è Thomas Gibson, detto "the Kid", scappato dal collegio per la passione dei cavalli e delle corse. All'inizio Boots è incuriosito dalla grossa banconota, ma il ragazzo ha la stessa età che avrebbe suo figlio, morto insieme alla madre poco dopo la nascita. Questo ricordo fa sì che tra i due nasca una solida amicizia. 
Kid chiede a Boots di aiutarlo a farlo diventare un bravo fantino; così Boots e i suoi amici riescono con uno stratagemma a ottenere per pochi dollari un puledro di razza messo all'asta; il ragazzo comincia a cavalcare dimostrando di avere un grande talento e dimostra anche di saper governare con efficienza la stalla.
Si avvicina il giorno del gran premio, ma Boots viene avvicinato da un investigatore privato e scopre che lo ha inviato la madre di Kid, una donna ricchissima, che dopo aver rintracciato suo figlio, lo fa ricondurre a casa. Qui la donna cerca di dissuadere il ragazzo, facendogli credere che Malone lo ha lasciato tornare per incassare i cinquemila dollari che lei aveva stabilito come ricompensa.
Nonostante ciò, Kid scappa di nuovo dal treno che dovrebbe riportarlo in collegio e si presenta a Boots in tempo per disputare la corsa. La madre del ragazzo richiama, ma Boots questa volta le risponde che perderebbe l'affetto di suo figlio se non gli lasciasse fare la vita che sogna. Dopo aver riportato una schiacciante vittoria con il suo cavallo, Kid torna in collegio accompagnato da Boots, che sua madre ha finalmente ingaggiato come allenatore privato.

## Produzione
Il film, diretto da William Dieterle su una sceneggiatura di Milton Holmes e Harold Buchman, fu prodotto da Milton Holmes per la Columbia Pictures Corporation e girato nell'Iverson Ranch a Los Angeles in California dal 20 maggio al 13 luglio 1951.

## Distribuzione
Il film fu distribuito negli Stati Uniti dall'11 gennaio 1952 al cinema dalla Columbia Pictures.
Alcune delle uscite internazionali sono state:
- in Svezia il 4 luglio 1952 (Rymmare i sadeln)
- in Finlandia il 17 aprile 1953 (Karkuri kilparadalla)
- in Danimarca il 26 maggio 1954 (En dreng efterlyses)
- in Germania Ovest il 23 ottobre 1976 (Tommy macht das Rennen, in prima TV)
- in Austria (Tommy macht das Rennen)
- in Portogallo (O Dinheiro Não é Tudo)
- in Francia (Vocation secrète)
- in Italia (La vita che sognava)

## Promozione
La tagline è: "The story of a boy who left home... and a stumble bum who never had one!".